# Avitta conspicua
Avitta conspicua là một loài bướm đêm trong họ Noctuidae.